# لبتک
لبتک (انگلیسی: Labtec) شرکت فناوری اطلاعات آمریکایی است، که در سال ۱۹۸۲ تأسیس شد.